# 山本モナ
山本 モナ（やまもと モナ、ノルウェー名：モナ・ヘグダル、Mona Hegdal、1976年2月11日 - ）は、日本の元フリーアナウンサー、タレント。結婚後の一時期に中西 モナ（なかにし モナ）名義で活動していた。足のサイズは25.5 cmで、スリーサイズは89 - 63 - 92 cmである。

## 来歴
広島県尾道市で生まれ育つ。1982年、6歳の時に日本に帰化した（帰化前の本名はモナ・ヘグダル）。
福山暁の星女子中学校・高等学校を経て、1998年3月に学習院大学法学部法学科を卒業。2011年3月に英国国立ウェールズ大学大学院で経営学修士 (MBA) を修得。
1996年、「ミスハリー・ウィンストン」グランプリを受賞。
1998年4月に朝日放送アナウンス部に入社。同期入社のアナウンサーは上田剛彦。
2001年に報道局ニュースセンターへ異動、報道記者として携わる（アナウンス部兼務となる）。2004年に経済部を経てアナウンス部に復帰、『ムーブ!』の立ち上げを機にニュースキャスターとして携わる。
2005年4月に『ムーブ!』を降板。6月に朝日放送を退社し、キャスターやタレントとしてフリーとなる（オフィス北野に所属）。『ムーブ!』で共演した宮崎哲弥の紹介により、7月13日・7月14日の『BATTLE TALK RADIO アクセス』の代理出演が退社後の初仕事となった。
2006年9月に『筑紫哲也 NEWS23』のキャスターに膳場貴子と共に抜擢されるが、細野豪志との不倫を報じられる。体調不良を理由に10月2日から『筑紫哲也 NEWS23』の出演を見合わせ、10月23日付で降板した（わずか5日間しか番組に出演しなかった）。
2007年1月1日に11年ぶりに復活した『ビートたけしのお笑いウルトラクイズ』でテレビに復帰し、スイカの被り物をして司会を務める。
2008年7月放送開始の『サキヨミ』で総合司会として復帰。しかしその直後、二岡智宏との不倫を報じられて『サキヨミ』は1回のみの出演で降板した。同日からテレビとラジオの出演を無期限で自粛・謹慎することが所属事務所から発表された。
2009年1月20日『大竹まこと ゴールデンラジオ!』で再復帰し、聴取者から8割の支持を得て好意的に迎えられた。
2010年8月にブログで一般男性と結婚を発表し、同日再度の投稿で、2011年春の挙式後にタレントを引退することを示唆する。
2011年6月30日に芸能界引退を発表した。ブログは7月10日付で閉鎖し、9月29日から本名の“中西モナ”名義でブログを開始し、11月14日にブログで妊娠を発表した。2012年7月10日に4278gの女児を帝王切開で出産した。
2013年3月に芸能活動の再開を発表し、個人事務所の株式会社ARIES（アリーズ）を設立する。
2014年6月に第2子男児を出産し、7月1日に芸名を旧姓の山本モナに戻した。2019年6月27日に第3子出産を報告した。
2022年より早稲田大学大学院法務研究科（既修者コース）に入学し、2024年3月に卒業した。同年7月の司法試験を受験予定で、すでに法律事務所から内定を得ているとのこと。

## 人物
- 母親は日本人で、父親は三光汽船で外国航路に乗務したノルウェー人航海士である。小学4年の1985年に三光汽船が倒産し、父親は解雇されてノルウェーに帰国した。以後一度も会うことなく他界する[14]。

- 大林宣彦監督の尾道を舞台にした映画『転校生』に実家が映る[15]。

- 山陽新聞社尾道支局長の母方祖父は、原爆の取材で被爆後に他界し、モナは被爆3世となる[14]。

- 趣味はイタリア語（旅行で困らない程度）、ワイン、映画観賞、読書、旅行、麻雀。特技は英会話、ピアノ、弓道（初段）。

- 『ファイナルファンタジーXI』のヘビーユーザー。かつて『週刊ファミ通』に連載を持っていたことがある。

- 酒好きであり、酒豪であると自称している。

- ワインエキスパートの呼称資格認定試験に合格している[16]。

## 出演

### 朝日放送アナウンサー時代

#### テレビ
- ムーブ!
- ABC NEWSゆう
- 朝だ!生です 旅サラダ
- 歴史街道 〜ロマンへの扉〜
- Dウイルス・デーモン閣下の世紀末的流行図鑑
- 熱闘甲子園
- グッドモーニング甲子園
- おはよう朝日です
- ワイドABCDE〜す
- ABCニュース
- セレクTV
- ガラスの地球を救え 遊ぼう!!水と太陽と!（2003年）

#### ラジオ
- 中原秀一郎のラジオTODAY
- ティーンエイジ・ラプソディーズ（ラジオドラマ）

ナレーション（時折出演）
- 上沼恵美子のおしゃべりクッキング

### フリー転身後

#### テレビ
- ロンドンハーツ（テレビ朝日、2007年1月30日、4月17日、5月15日 - 2008年6月、2009年5月） - 準レギュラー
- 太田光の私が総理大臣になったら…秘書田中。（日本テレビ、2007年2月9日、4月13日 - 2008年7月） - レギュラー
- クイズプレゼンバラエティー Qさま!!（テレビ朝日、2007年5月 - 2008年6月、2010年2月） - 準レギュラー（プレッシャーSTUDY）
- ザ・クイズマンショー（テレビ朝日、2007年10月 - 2008年3月） - 準レギュラー
- クイズ!ヘキサゴンII（フジテレビ、2007年1月 - 2008年7月） - 不定期出演
- おもいッきりイイ!!テレビ（日本テレビ、2008年4月 - 7月） - 金曜レギュラー
- サキヨミ（フジテレビ・関西テレビ共同制作、2008年7月6日） - 総合司会（不祥事により1回の出演で降板）
- 1年1組平成教育学院 （フジテレビ、2011年4月 - 6月） - 準レギュラー（芸能界引退により降板）
- TCK.TV メインキャスター
- 麻雀 BATTLE ROYAL 生放送スペシャル!（MONDO TV、2013年11月10日） - MC
- 筑紫哲也 NEWS23（TBS、2006年10月23日にて途中降板）
- 山本モナのセレブ旅マリーアントワネット栄光と悲運…究極の秘密 （テレビ朝日、2008年2月11日）
- ダウンタウンDX （読売テレビ、2008年3月13日・2010年2月25日・11月4日）
- くちコミ☆ジョニー!（日本テレビ、2007年10月 - 2008年3月、水曜レギュラー）
- 超タイムショック芸能人最強クイズ王決定戦スペシャル5・6・7・9・11（テレビ朝日、2009年3月31日・10月9日・2010年1月5日・9月24日・2011年3月30日）

#### ラジオ
- BATTLE TALK RADIO アクセス（TBSラジオ） 月 - 木ナビゲーター（2006年1月9日 - 9月14日）
- 大竹まこと ゴールデンラジオ!（文化放送、火曜日）

### 舞台
- 「新宿ミッドナイトベイビー」（2010年7月17日 - 7月25日、新宿文化センター）

### CM
- ロッテ「モナ王」（『モナ先生篇』）
- ライオン 「バルサン」
- ゴースト 〜天国からのささやき